# سعييد (أولاد الكورة)
سعييد هو دُوَّار يقع بجماعة سيدي بوموسى، إقليم تارودانت، جهة سوس ماسة في المملكة المغربية. ينتمي الدوّار لمشيخة أولاد الكورة التي تضم 14 دوار. يقدر عدد سكانه بـ 1225 نسمة حسب الإحصاء الرسمي للسكان والسكنى لسنة 2004.

## روابط خارجية
- البوابة الوطنية للجماعات الترابية نسخة محفوظة 12 مارس 2018 على موقع واي باك مشين.
- المندوبية السامية للتخطيط